# Monte San Pietro
Monte San Pietro (emilián nyelven Månt San Pîr) település Olaszországban, Emilia-Romagna régióban, Bologna megyében. Lakosainak száma 10 725 fő (2023. január 1.). Monte San Pietro Valsamoggia, Sasso Marconi, Zola Predosa és Marzabotto községekkel határos.

## Népesség
A település lakossága az elmúlt években az alábbi módon változott:
| Lakosok száma | 10 950 | 10 960 | 10 725 |
|               | 2017   | 2018   | 2023   |